# Tour du Doubs 2002
Il Tour du Doubs 2002, diciassettesima edizione della corsa, si svolse il 7 luglio su un percorso di 200,9 km. Fu vinto dal francese Frédéric Finot della Jean Delatour davanti allo svizzero Pierre Bourquenoud e al francese Pierrick Fédrigo.

## Ordine d'arrivo (Top 10)
| Pos. | Corridore          | Squadra             | Tempo    |
| ---- | ------------------ | ------------------- | -------- |
| 1    | Frédéric Finot     | Jean Delatour       | 4h37'45" |
| 2    | Pierre Bourquenoud | Saint-Quentin Oktos | s.t.     |
| 3    | Pierrick Fédrigo   | Crédit Agricole     | s.t.     |
| 4    | Bert De Waele      | Landbouwkrediet     | s.t.     |
| 5    | Frédéric Gabriel   | Saint-Quentin Oktos | s.t.     |
| 6    | Pierre Ackermann   | Team Jura Suisse    | s.t.     |
| 7    | Simone Mori        | Team Jura Suisse    | a 1'03"  |
| 8    | Thomas Voeckler    | Bonjour             | a 1'14"  |
| 9    | David Debremaeker  | Marlux-Charleroi    | a 1'38"  |
| 10   | Christopher Jenner | Crédit Agricole     | s.t.     |